# Regata de Rincón de la Victoria
La regata de Rincón de la Victoria es una competición deportiva de remo que se celebra anualmente en las playas de la localidad de Rincón de la Victoria, de la provincia de Málaga (España), siendo una de las pruebas clasificatorias de la liga de jábegas. También es conocida como Gran Premio de Rincón de la Victoria.

## Palmarés
| Año  | Ganador, embarcación                         | Segundo, embarcación                            | Tercero, embarcación              |
| 2010 | Real Club Mediterráneo, con la María Juliana |                                                 |                                   |
| 2009 | CD Rebalaje, con la Cordela                  | Real Club Mediterráneo, con la María Juliana    | ARP Pedregalejo, con la Almogeura |
| 2008 | ARP Pedregalejo, con la Traya                | Real Club Mediterráneo, con la María Juliana    | CD Rebalaje, con la Cordela       |
| 2007 | CD San Andrés, con la San Andrés             | CDR La Cala del Moral, con la Virgen del Carmen | ARP Pedregalejo, con la Traya     |